# 平嶋孝
平嶋 孝（ひらしま たかし、1953年生まれ）は日本のランドスケープアーキテクト。 (株)大揮環境計画事務所を主宰。
熊本市生まれ。B型.水瓶座。1975年東京農業大学農学部造園学科卒業。1975年 積水化学工業に入社し、緑化技術開発を担当。
1976年 神奈川県の茅ヶ崎市役所技術吏員に転職。1979年 公栄整備工業取締役。
1983年に熊本で大揮環境施設計画事務所を設立。同年うるおいのある街づくり作品特選入選。1985年 県民提案入賞(郷土景観)。1986年 県民提案入賞(高齢化社会)。
1995年 大揮環境計画事務所に組織変更。
熊本の造園コンサルタントの草分け的存在で、熊本県立大学総合管理学部及び九州測量専門学校で非常勤講師も務めている。
技術士建設部門/技術士総合技術監理部門（都市及び地方計画)、博士（アドミニストレーション）、登録ランドスケープアーキテクト、一級施工管理技士(土木,造園.管工事)。
得意分野として観光振興・イベント/街づくり・景観/地域経営/施設管理・運営/NPO・ボランティアなど、地域活性化を目指す地域プロジェクトの実務家として、九州を中心に各種計画に参画している。専門領域は都市及び地方計画、公園緑地、造園、観光施設等の建設から管理運営であるが、地域振興、市民協働に関する実績も多数。計画レベルから実施までリスク管理も含めて助言が可能であるとしている。
熊本県立大学では総合管理の視点から地域活性化、地域プロジェクト、地域リーダーをテーマに「社会の基礎、地域社会論、地域産業論」の3 講座を担当。
趣味は漆工芸の鑑賞のほか、歴史探訪、食道楽、美の探求武道(剣道三段、居合道四段)、細川流盆石の師範で熊本支部長をつとめるほか、日本の風景を再発見するボランティア活動も行っている。性格は肥後もっこす、温厚実直。尊敬する人はレオナルド・ダ・ビンチ、加藤清正、横井小楠、上原敬二。職業観については、造園は緑の文化、生命の芸術づくりともいえる、生き物をベースにした生きた空間づくりで5年、10年、100年先を見通し、次の世代に渡せる維持管理しやすい快適で豊かな環境づくりがテーマ、 知恵袋で人と自然の心がわかる技術屋でなくてはいけないとしている。
主な作品、地域づくりの実践例に「里山再生プロジェクト」への助言指導（熊本県和水町 津田・平野地区里づくり協議会）、
肥後古代の森(鹿央,菊水,山鹿地区)計画設計委託業務(熊本県教育庁)、
熊本テクノリサーチパーク公園緑地計画設計業務(熊本県)、
水の生まれる里づくり基本構想策定業務(白水村)、
ふるさとの顔づくりモデル土地区画整理事業計画業務(熊本市)、
自然を生かした体験型観光開発計画策定(熊本県)
ふるさと創生市民広場整備設計業務(菊池市)、
水俣竹林公園整備設計業務(日本公園緑地協会)、
第2テクノパーク(起業化支援団地)基本構想策定業務(熊本県)、
熊本城三の丸資料公園(旧細川刑部邸)整備設計業務(熊本市)、
新農村定住事業生産物直売所(ツインドーム)設計業務(鹿央町)、
みんなのふれあい公園整備設計委託業務(菊陽町)、
江田川水辺公園設計業務(菊水町)、
温泉健康センター設計委託(山江村)、くまもとふるさとリゾート基本調査業務(熊本県)、
「恐竜の里づくり」基本構想(御船町)など。
1989年 テクノ中央緑地 で建設省都市局長賞受賞、1993年鴨川河川公園で手づくり郷土賞受賞、2006年「西の久保公園」計画設計でくまもとアートポリス推進賞熊本県知事表彰、2007年「天草市総合公園」と「西の久保公園」でくまもと景観賞表彰 地域景観賞 熊本県知事表彰、「西の久保公園(花しょうぶ園・自然生態園)」でランドスケープコンサルタンツ協会CLA賞設計部門受賞。
講演等実績
- 「まちづくりのことはじめ」講師 玉名市大野校区まちづくり委員会 2006
- 「文化的景観をどう育むか」天草市まちづくり講演会コーディネーター 天草市教育委員会 2007
- 「菊陽町ボランティアガイド養成講座」講師 菊陽町教育委員会 2008

国・地方公共団体の審議会等就任状況
- 「宇城市第一次総合計画審議会」 副会長 熊本県宇城市 2005
- 「包括協定に係る各種研究調査」客員研究員 熊本県立大学 2006
- 「国民宿舎あまくさ荘譲渡審査委員会」審査委員 熊本県天草市 2007
- 「学校環境緑化コンクール」審査委員 熊本市教育委員会 2008